# Вулиця Білоцерківська (Львів)
Вулиця Білоцеркі́вська — вулиця у Сихівському районі міста Львів, у місцевості Снопків. Пролягає від вулиці Дністерської до кінця забудови.
Прилучаються вулиці Дунайська та Орлина.
Вулиця виникла у 1950-х роках, сучасну назву отримала у 1957 році на честь міста Біла Церква на Київщині. Забудована типовими будинками радянського періоду: двоповерхівками 1930-х—1950-х років, чотириповерхівками початку 1960-х років.